# Bastoners de Barcelona
Els Bastoners de Barcelona són una colla Bastonera creada el 1969 a la Cooperativa Teixidors a Mà del barri de Gràcia, inicialment amb el nom de bastoners de l'Esbart Comtal. Força anys més tard, el 1991, el grup va prendre el nom de Bastoners de Barcelona. Actualment, a més del cos de bastoners adults, disposa d'una secció infantil amb nens i nenes de quatre a tretze anys. Tenen un repertori de més de trenta balls, provinents de tot Catalunya, i també una dotzena de creacions pròpies, tant pel que fa a la música com a la coreografia.
La indumentària dels balladors és la típica dels bastoners: pantalons, camisa blanca i espardenyes, mocadors, camalls als turmells i faixes blaves i vermelles, per diferenciar els bastoners dretans dels esquerrans, segons els cops que s'executen.
El 1990 van ser els encarregats d'organitzar a la vila de Gràcia la XV Trobada Nacional de Bastoners de Catalunya, on es van aplegar prop de dos mil balladors. D'ençà d'aleshores, els Bastoners de Barcelona participen cada any en aquesta celebració. A més, des del 2000 col·laboren amb els Bastoners de Gràcia en l'organització de la Diada Bastonera de Gràcia. L'any 2008, juntament amb l'Esbart Comtal i les Colles de Cultura de Gràcia, van presentar l'espectacle Serrallonga, basat en un ball que no s'havia representat des del 1870.